# Zdravstveni efekti vinil hlorida
Zdravstveni efekti vinil hlorida koji nastaju nakon njegovе zložene upotrebe u industriji ili svakodnevnom životu mogu se manifestiovati u vidu akutnih i hroničnih  oblika trovanaja.  Ona nastaju nakon  udisanja njegovih isparenja, ili unosa hranom ili vodom, pri čemu su profesionalne opasnosti najveće.
Vinil hlorid je, prema Međunarodnoj agenciji za istraživanje raka, klasifikovan u grupu 1 karcinogena, što znači da predstavlja jedan od uzrok raka kod ljudi. Međunarodna agencija za istraživanje raka Svetske zdravstvene organizacije objavila je 27. oktobra 2017. preliminarnu listu karcinogena, u kojoj je vinil hlorid naveden kao karcinogen. Dugotrajna izloženost može da izazove rak jetre, mozga, pluća i krvi (limfom i leukemija).  Period latentnosti (od izloženosti do raka) uzrokovanog vinil hloridom značajno varira u zavisnosti od vrste tkiva i vrste raka.

## Opšte informacije
Vinil hlorid ne postoji u prirodi i za komercijalnu upotrebu se proizvodi industrijski u obliku bezbojnog gasa koji lako gori. Vinil hlorid je po svom sastavu organsko jedinjenje, koje sadrži 2 atoma ugljenika i ima molekulsku masu od 62,498 Da. 
Do 1974. godine, radnici koji su često bili izloženi koncentraciji i do 1.000 ppm vinil hlorida, razboljevali su se od bolesti kao što je Rejnoovog sindroma . Simptomi izlaganja gasu počeli su da se primećuju nakon prelaska granice od 4000 ppm. Intenzitet simptoma varirao je od akutnih (1.000 – 8.000 ppm) koji uključuju vrtoglavicu, mučninu, smetnje vida, glavobolju i ataksiju do hroničnih (preko 12 000 ppm) koji uključuju narkotičko dejstvo, aritmiju i respiratornu insuficijenciju. 
Vinil hlorid, koji se takođe naziva monomer vinil hlorida (VCM), koristi se isključivo koristi kao prekursor polivinil hlorida (PVC-a koji je veoma stabilan, pogodan za skladištenje i nije toksičan), dok se zbog svoje opasne prirode, vinil hlorid  ne nalazi u drugim proizvodima.
Do 1974. godine, vinil hlorid se koristio u aerosolnom raspršivaču,  a nakratko je korišćen i kao inhalacioni anestetik, na sličan način kao i etil hlorid, ali je zbog  njegova toksičnosti izbačen iz lekarske prakse.
Manje količine vinil hlorida se koriste u izradi nameštaja i tapaciranju automobila, zidnim oblogama, kućnim potrepštinama i delovima automobila. Vinil hlorid je takođe korišćen u prošlosti kao rashladno sredstvo. 
Vinil hlorid je mutagen sa klastogenim efektima koji utiču na strukturu hromozoma limfocita. On je kancerogen i povećava rizik od tumora u mozgu ili plućima. 
Vinil hlorid se pojavljuje u životnoj sredini isključivo kao rezultat njegovih emisija tokom proizvodnje i prerade, pri čemu, više od 99% emisije vinil hlorida ostaje u vazduhu, gde se podvrgava fotohemijskoj degradaciji pod uticajem hidroksilnih radikala; dok mu je poluživot 18 sati  (prema drugim izvorima, ovo vrijeme iznosi 2,2-2,7 dana). 
Vinil hlorid brzo isparava sa površine tla, ali može migrirati u dubinu zemlje preko podzemnih voda.
Ne akumulira se u biljkama i životinjama.
U tlu i vodi, vinil hlorid se podvrgava aerobnoj biorazgradnji (uglavnom do CO2) pod uticajem mikroorganizama, na primer, onih iz roda Mycobacterium. Biorazgradnja u podzemnim vodama može biti i anaerobne prirode, a njeni proizvodi su metan, etilen, ugljen dioksid i voda. Istraživanja pokazuju da se u zemljištu i vodi, pod dejstvom mikroorganizama, vinil hlorid razgrađuje oko 30% u roku od 40 dana i do 99% u roku od 108 dana
Vinil hlorid se primarno koristi za izradu polivinil hlorida (PVC) koji se upotrebljava za proizvodnju proizvoda od plastike, uključujući cevi, izolaciju žica i kablova i materijale za pakovanje. 
Vinil hlorid je i jedan od proizvod sagorevanja koji se nalazi u duvanskom dimu.

## Patofiziologija
Vinil hlorid je veoma toksičan po organizam čoveka jer izaziva kompleksno toksično dejstvo i oštećenje:
- centralnog nervnog sistema,
- koštanog sistema,
- vezivnog tkiva,
- mozga,
- srca,
- jetru, izazivajući angiosarkom.

Vinil hloridImože da izaziva i imunološke promene, mutageno i teratogeno dejstvo. Prema istraživanja  izlaganje ljudi vinil hloridu može da dovede i do pojave malignih neoplazmi u različitim tkivima i organima, uključujući jetru, mozak, pluća, limfni i hematopoetski sistem (organe i tkiva uključene u formiranje krvi). Istovremen upotreba etanola samo pojačava kancerogeno dejstvo vinil hlorida.
Patofiziološki efekti vinil hlorida na čoveka su pretežno inhalacioni, ali se mogu javiti i akutni dermalni i okularni efekte. Efekti dermalnog izlaganja su zadebljanje kože, edem, smanjena elastičnost, lokalne promrzline, stvaranje plikova i iritacija. Potpuni gubitak elastičnosti kože izražena je npr. kod Rejnoovog fenomena.
Simptomi izloženosti vinil hloridu su klasifikovani prema nivoima ppm u ambijentalnom vazduhu sa 4.000 ppm koji ima efekat praga.  Koncentracija vinl hlorida u vazduhu (1 deo na milion [K 14]) je ispod granice koju ljudi mogu detektovati putem čula mirisa (3.000 ppm).  Simptomi trovanja variraju od akutnih (1.000–8.000 ppm), uključujući vrtoglavicu, mučninu, smetnje vida, glavobolju i ataksiju, do hroničnih (iznad 12.000 ppm), uključujući narkotički efekat, srčane aritmije i fatalnu respiratornu insuficijenciju. RADS (sindrom reaktivne respiratorne disfunkcije) može biti uzrokovan akutnom izloženošću vinil hloridu.
Produžena izloženost višim koncentracijama vinil hlorida može izazvati smrt usled paralize centralnog nervnog sistema i zastoja disanja.  Treba imati na umu da je gas teži od vazduha i može izazvati gušenje u slabo provetrenim ili zatvorenim prostorima.
U ljudskom telu, vinil hlorid se biotransformiše uglavnom enzimima jetre, pri čemu je tiodiglikolna kiselina njen glavni metabolit koji se izlučuje mokraćom[113].

## Oblici izloženosti
Najčešći način profesionalne izloženosti vinil hloridu je udisanjem, u fabrikama za prozvodnju vinil hlorida (PVC) ili u pogonima za obradu PVC (uključujući pakovanje, skladištenje i rukovanje vinil hloridom).
Rizične industrije i zanimanja i isluge su:
- proizvodnja industrijskih hemikalija,
- proizvodnja plastičnih proizvoda,
- proizvodnja metalnih proizvoda ili mašina.
- zanimanja ili usluge povezane sa saobraćajem i građevinarstvom.

Akutna izloženost vinil hloridu može da dovede do simptoma koji uključuju vrtoglavicu, slabost, pospanost, gubitak težine, trnjenej u udovima, poremećaj vida i u teškim slučajevima može da izazove komu i smrt. Od ostalih simptoma može se javiti iritacija očiju, kože, mukoznih membrana i respiratornog trakta. Pri niskim nivoima izloženosti, telo može da metaboličkim putem veže vinil hlorid i izbaci ga iz tela putem urina.
Hronična izloženost vinil hloridu ( „bolest vinil hlorida“)  može da izazove trajno oštećenje jetre, rak jetre, neurološke simptome (tumore mozga), promene u ponašanju i promene na koži i kostima šake i uobičajenih oblika respiratorne insuficijencije. Smanjuje muški libido, povećava rizik od spontanog pobačaja i urođenih bolesti. Njegov uticaj na kožu je zadebljanje, otok, smanjena elastičnost, promrzline, plikovi i crvenilo. 

## Prevencija
Da se minimalni nivo rizika ( Minimalni nivoi rizika, MRL) kreće u ovim granicama za:
- akutnu inhalacionu izloženost: 0,5 ppm;
- jednokratnu oralnu izloženost: 0,03 ppm;
- hroničnu oralnu izloženost: 0,003 mg/kg dnevno.

Da se redovno vrši merenje izloženosti vinil hloridu, kako bi se  mogle pravovremeno  ustanovile aktivnosti koje bi trebalo preduzeti, 
Da se redovno vrši informisanje zaposlenih o rizicima, odgovarajućoj zaštitnoj odeći i obaveznim preventivnim merama. 
Najbolja rešenja zaštite su: 
- eliminacija ili zamena vinil hlorida nekarcinogenom supstancom,
- instalacija ventilacionih sistema i kontrola procesa proizvodnje.
- redovna upotreba odgovarajuće oprema za ličnu zaštitu (zaštitnih naočara, odeće otporne na hemikalije i rukavica otpornih na hemikalije  i respiratora.

## Spoljašnje veze
|  | Molimo Vas, obratite pažnju na važno upozorenje u vezi sa temama iz oblasti medicine (zdravlja). |